# Emil Klein
Emil Klein, född 3 december 1905 i Oldenburg, död 22 februari 2010 i München, var en tysk nazistisk politiker och riksdagsledamot 1936–1945. Efter andra världskriget dömdes han till tre års arbetsläger för sin inblandning i novemberpogromerna (Kristallnatten) 1938.

## Biografi
Klein inträdde tidigt i Nationalsocialistiska tyska arbetarepartiet (NSDAP) och deltog i Adolf Hitlers ölkällarkupp i november 1923. Inom Hitlerjugend befordrades han 1935 till Obergebietsführer (motsvarande general i Wehrmacht) och ansvarade för områdena Hochland, Schwaben, Franken och Pfalz. 
Natten mellan den 9 och 10 november 1938 rasade judeförföljelser i Tyskland och Klein organiserade Hitlerjugends deltagande. Tillsammans med aktivister ur Hitlerjugend stormade han judiska hus och tilltvingade sig kontanter samt exproprierade bostäderna. Han skall även ha varit involverad i mordet på justitierådet och bankiren Emil Krämer (1877–1938).
I december 1937 utsågs Klein till adjutant åt Adolf Wagner, Gauleiter och kultusminister i München-Oberbayern. Sex år senare, 1943, fick han ansvaret för den politiska staben vid Bayerns kultusministerium och året därpå utnämndes han till tillförordnad chef för hela kultusministeriet; ordinarie kultusminister var Paul Giesler. Mellan 1939 och 1942 tillhörde Klein 98:e Bergsinfanteriregementet; han deltog i bland annat Balkanfälttåget och Operation Barbarossa. Han lämnade Wehrmacht som löjtnant i reserven. Under andra världskrigets sista månader fungerade Klein som förbindelseofficer mellan Gauleiter Paul Giesler och Wehrmacht.
Efter krigets slut greps Klein och satt i arrest till och med den 7 maj 1948. I juni detta år dömdes han av en Spruchkammer (ett slags politisk domstol) till tre års arbetsläger för sin delaktighet i novemberpogromerna 1938. Efter avtjänat straff verkade Klein som prokurist inom möbelbranschen.

## Utmärkelser
- NSDAP:s partitecken i guld
- Coburgska hedersutmärkelsen
- Blodsorden
- Hitlerjugends gyllene hedersutmärkelse med eklöv
- NSDAP:s tjänsteutmärkelse i silver
- Järnkorset av andra klassen